# 大世良歩実
大世良 歩実（おおせら あゆみ、1986年12月23日 - ）は、東京都出身の日本のタレント。血液型はB型。趣味はお菓子作り、散歩。得意なスポーツはジャズダンス、バレエ、水泳。旧芸名は「大瀬良あゆみ」。2008年10月22日現在、オフィシャルブログには所属事務所に関する情報が掲載されていない。

## 出演作品

### 映画
- つきまち（2002年、第16回東京国際映画祭出展作品）
- yesterday once more（2003年、岡野莢花 役）
- 嫌われ松子の一生（2006年、ダンサー役）

### 舞台
- ピエロ人形の詩
- 緑の村の物語
- 姫神楽
- メンデルスゾーンよりイタリア
- トラップ一家物語
- ザ・タイムライン

### モデル
- SHI IS COSMOS
- wham bam